# عالمگیر ملا
عالمگیر ملا (بنگالی: আলমগীর মোল্লা؛ زادهٔ ۶ نوامبر ۲۰۰۰) بازیکن فوتبال اهل بنگلادش است.
وی همچنین در تیم ملی فوتبال بنگلادش بازی کرده است.